# モロ・イスラム解放戦線

モロ・イスラム解放戦線の旗

モロ・イスラム解放戦線（モロイスラムかいほうせんせん）とは、フィリピンの旧反政府武装組織。MILF（英語: Moro Islamic Liberation Front）と略称される。フィリピン国内ではかつてアブ・サヤフとともにフィリピン政府と衝突していた2大イスラム系反政府ゲリラであった。
パラワン州などミンダナオ島・スールー諸島やバシラン州などを活動拠点としている。

## 歴史

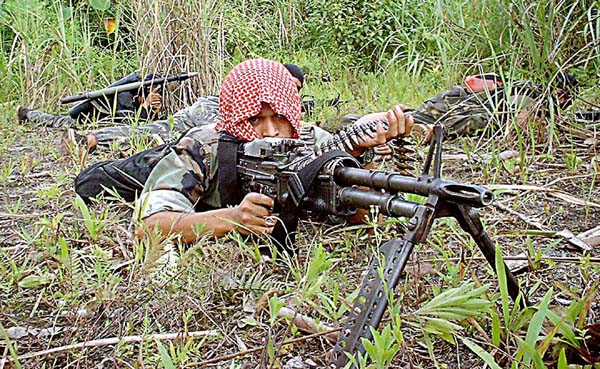
モロ・イスラム解放戦線の兵士

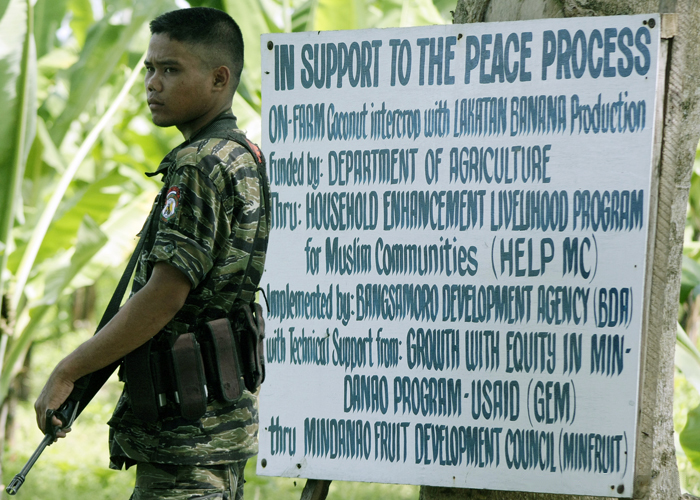
モロ・イスラム解放戦線の兵士。

1977年にモロ民族解放戦線(MNLF)から分派・独立し、サラマト・ハシム(Salamat Hashim)が中部ミンダナオのマギンダナオ族やイスラム最大の部族であるマラナオ族などの支援を受けてミンダナオ島に結成したモロ人（フィリピン・ムスリム）解放組織である。
MNLFは最大勢力時は2万人から3万人の兵力を有したが、1976年のトリボリ協定以降内部抗争に陥り、1978年にサラマト派など諸派に分裂。MNLF議長のヌル・ミスアリの妥協的穏健主義に反発して、多数派のサラマト派はMNLFを離脱して1981年、正式にモロ・イスラム解放戦線（MILF）を名乗った。その際、リビアのカダフィ大佐の支援を受けたとされる。
1987年、イスラム教徒ミンダナオ自治地域を設けるという政府の提案にMNLFは同意するが、MILFは同調せず武装闘争を続けた。
1997年、政府とMILFの間で和平協定が調印されるが、2000年にジョセフ・エストラーダ大統領はこれを破棄、MILFは対決してジハードを宣言し対立構造が鮮明になった。この当時のMILFの規模は少なくとも1万5千人と推定され、フィリピン国内最大の反体制武装勢力に成長していた。これに対し、フィリピン国軍は一つ一つ軍事拠点を攻略し、最終的にはマギンダナオ州の山間部に存在した司令部を占拠。以後、組織は衰退の方向に向かい、ミンダナオ島南部での遊撃戦のほか大都市圏での無差別爆弾テロに活動の重点を置くようになった。
グロリア・アロヨ政権になると政府は和平交渉を進め休戦協定が結ばれたが、2005年12月にはMILFはマギンダナオ州の政府軍を攻撃、少なくとも23名が死亡する事件などが発生している。
和平当時は約5千人の勢力であったが、自治に留まる和平結果に不満を持つMNLF兵士や指導者を失い崩壊状態となったアブ・サヤフ兵士が大挙としてMILFに合流し、現在では1万5千から2万人の兵力を有するに至った。
MILFはジェマ・イスラミアとの関係を否定しているが、ジェマ・イスラミアはMILFの軍事訓練に協力していると見られている。またMILFはアル・カーイダとの関係も否定しているが、ウサーマ・ビン・ラーディンのアフガニスタンの軍事キャンプにMILFは600名の義勇兵を送っている。
2006年8月にはMNLFとの復帰・統合、新組織体モロ民族連体会議の発足で合意したが、その後もMILFはテロ活動を活発に進めており、新組織は機能していないものと見られている。2007年7月にはバシラン州でイタリア人の司祭がMILFかアブ・サヤフと思われる組織に誘拐され、フィリピン海兵隊が救出作戦を敢行したがMILFによって海兵隊員11名の首が刎ねられるという事件が発生した。
2011年、日本政府の仲介でアキノ大統領が極秘来日し、MILFの最高指導者ムラド・エブラヒム（Murad Ibrahim）議長と8月4日に成田空港近くのホテルで極秘会談を行った。政府・MILFのトップ同士の会談は初めてである。また、国際協力機構は、この地域の事業への資金供給を行っており、アキノ大統領は、モロ・イスラム解放戦線との和平において「日本の貢献は計り知れない」と謝意を示している。
2012年10月、フィリピン政府とモロ・イスラム解放戦線との間でミンダナオ和平に関する「枠組み合意」が署名され、2016年に新たなバンサモロ自治政府を創設する事で一致した。一方、この和平合意はモロ・イスラム解放戦線が主導権を握っており、モロ民族解放戦線は反発している。
2013年9月には、モロ民族解放戦線の兵士約200名がミンダナオ島の中心都市サンボアンガを襲撃（en:Zamboanga City crisis）、住民を巻き添えにしながらフィリピン軍と戦闘を繰り広げており、和平合意への影響が懸念された。
2014年3月27日にフィリピン政府と包括和平協定に調印した。
2015年1月25日、ミンダナオ島中部マギンダナオ州で国家警察特殊部隊とMILFが武力衝突。警察30人とMILF5人が死亡した。これは包括和平合意後初の大規模衝突である。
2015年3月以降、日本のNGOであるアイキャンがMILFに対して平和教育や治安維持能力向上の事業を実施している。